# (2881) Meiden
(2881) Meiden es un asteroide perteneciente al cinturón de asteroides, descubierto el 12 de enero de 1983 por Brian A. Skiff desde la Estación Anderson Mesa (condado de Coconino, cerca de Flagstaff, Arizona, Estados Unidos).

## Designación y nombre
Designado provisionalmente como 1983 AA1. Fue nombrado Meiden en homenaje al dios de la mitología lituana Meiden.